# Interkerkelijke Omroep Nederland
Interkerkelijke Omroep Nederland (IKON) fue una emisora pública de los Países Bajos. Fue fundada en 1976 y disuelta en 2016 después de exactamente 40 años. Trabajó en nombre de siete comunidades eclesiales y realizó programas de radio y televisión . Además, ofreció información vía teletexto, impresos ("IKON-krant") e Internet .

## Historia
IKON, el Interkerkelijk Overleg inzake Radioaangelegenheden (Asesoramiento interno de la Iglesia sobre asuntos de radio), nació poco después de la Segunda Guerra Mundial. Los Países Bajos han tenido años difíciles y las iglesias han sido tradicionalmente muy introspectivas. A partir de 1946, sin embargo, tienen la intención de centrarse más en el mundo fuera de las iglesias, también a través de transmisiones de radio. El 1 de enero de 1976, cuando IKOR combinó sus fuerzas y tiempo de transmisión con el Broadcasting Convent van Kerken (CVK), se creó la Fundación (Stichting) IKON.
Uno de sus puntos de contacto público era el pastorado IKON, donde la gente podía acudir con sus preguntas sobre la vida. Este show duró hasta el último día de la emisión.

## Perfil
Cuando el Consejo Mundial de Iglesias se ocupó de los acontecimientos mundiales en 1971, IKON no dejó de impresionarse y, a partir de entonces, temas como el racismo, la opresión, la ayuda al desarrollo y la paz también determinaron el programa. En la década de 1980, un tema destacado fue la liberación de la mujer. En general, el IKON recibió una firma bastante "izquierdista". El aspecto confesional de las comunidades eclesiásticas fue retrocediendo cada vez más a un segundo plano.
Desde la década de 1960, la fe y la iglesia se habían vuelto cada vez menos atractivas para muchas personas en los Países Bajos; en el transcurso de la década de 1980, y especialmente al final del comunismo de Estado del Este, las ideologías de izquierda también perdieron mucha credibilidad. En la década de 1990, IKON se enfrentó al desafío de continuar creando programas que ayudaran a los televidentes y oyentes a encontrar sus propias respuestas a las grandes preguntas de la vida.

## Tiempo aire por Church Fellowship
De acuerdo con el artículo 2.42 de la Ley de medios holandesa ('Mediawet') de 2008 (aquí en particular el artículo 39f), cualquier comunión de la iglesia holandesa podría recibir tiempo de transmisión. IKON también era un " 2.42-omroep " (anteriormente "39f-omroep") y también se transmitía en NPO Radio 5 en nombre de las siguientes comunidades eclesiales:
- Algemene Doopsgezinde Sociëteit
- Evangelische Broedergemeente Nederland ( Iglesia Morava de Herrhut )
- Capa de Salvación (Ejército de Salvación )
- Iglesia Evangélica Molukse
- Antigua Iglesia Católica de los Países Bajos
- Iglesia protestante en los Países Bajos (PKN)
- Protestantes
- Vrijzinnige Geloofsgemeenschap NPB

Dos organizaciones, que llenaron los horarios de los programas para otras confesiones, fueron Omroep RKK y Zendtijd voor Kerken (ZvK). IKON proporcionó parte de las instalaciones técnicas para el ZvK.
El 1 de enero de 2014, IKON dejó de transmitir servicios religiosos en Radio 5. En cambio, se transmitió otro programa religioso. Este desarrollo llevó a la abolición total de los subsidios estatales a la radiodifusión a partir del 1 de enero de 2016 por adelantado.
Sin embargo, los llamados canales 2.42 del sistema de radiodifusión holandés desaparecieron como consecuencia de la entrada en vigor de la nueva ley de medios en la versión reformada de 2016.

## Televisión
El Interkerkelijke Omroep Nederland envió su programa principalmente a través de las ondas de la NPO 2 (entonces llamada Nederland 2). La última emisión fue Ikon 1001 Noche, que fue emitido la noche del 28 al 29 de diciembre de 2015. Aquí la radio se despidió de la familia emisora holandesa.

## Cancelación
A finales de 2012, el gabinete Rutte II anunció que las estaciones "2.42-omroep" de orientación religiosa serían disueltas a partir del 1 de enero de 2016. Esto no solo significó el final de las transmisiones de IKON, sino también de la organización en su conjunto. En 2015, originalmente se suponía que se fusionaría en una nueva licencia de medios, junto con RKK-omroep y Zendtijd voor Kerken (ZvK), que se suponía que tendría un lugar dentro de la fusión de KRO y NCRV.  Sin embargo, los planes del gabinete para 2016 dieron como resultado una nueva estrategia. IKON y ZvK eligieron trabajar con Evangelische Omroep (EO). Posteriormente, consideraron en conjunto cómo debería ser esta cooperación en detalle. Se consideró un estudio para producciones colaborativas ('productiehuis'). En 2013, ambas emisoras se mudaron al edificio EO, pero la idea de un sitio de producción conjunta nunca se materializó. El 1 de enero de 2016, el IKON finalmente se apagó. Luego, la EO se hizo cargo de solo algunos títulos de programas.

## Administración
- 1976-1983: Marie Louis Willem Schoch, predicadora de jóvenes (Hervormd)
- 1984-1988: Lo de Ruiter, funcionario, político, líder y publicista (Hervormd)
- 1988-1996: Sijbolt Noorda, teólogo y administración (Gereformeerd)
- 1996–2000: Sytze Faber, politólogo, administrador público, periodista, columnista, político y líder (deporte) (Gereformeerd)
- 2000-2001: Goos Minderman, abogado y político (Remonstrant)
- 2001-2010: Helmer Koetje, administrador público, funcionario, político (Gereformeerd)
- 2010-2016: Otto Scholten, Profesor Asociado, Comunicación Política (Protestante)

Los diez moderadores de los distintos programas incluyeron, entre otros: Paul Rosenmöller, Dore Smit y Mirjam Sterk.
Los periodistas que trabajaron para IKON también viajaron a zonas de guerra en todo el mundo. El 17 de marzo de 1982, cuatro de ellos murieron en una emboscada de tropas gubernamentales en El Salvador, acontecimiento luego conocido como la masacre de Santa Rita, por la que el 3 de junio de 2025 tres fueron condenados a 15 años de prisión por el crimen. El 19 de marzo de 1989 falleció el camarógrafo Cornel Lagrouw, también en El Salvador. Se involucró en un tiroteo con sus colegas entre el gobierno y la guerrilla, fue herido y murió poco después de camino al hospital, cuando un helicótero atacó el vehículo que le transportaba allí a pesar de tener claramente el distintivo TV.